# Martín Jiménez de Argote
Martín Jiménez de Argote (m. finales de 1362), conocido también como Martín Ximénez de Argote, fue un prelado castellano que llegó a ser obispo de Córdoba entre 1350 y 1362, durante el reinado de Pedro I de Castilla y los pontificados de Clemente VI, Inocencio VI y Urbano V.

## Orígenes familiares
Algunos autores señalaron, basándose en la obra de José Pellicer, que fue hijo de Juan Martínez de Argote y de Mayor Fernández de Témez, y el propio obispo Martín Jiménez declaró en un documento que era sobrino de su predecesor en la sede cordobesa, Fernando Núñez de Cabrera.

## Biografía

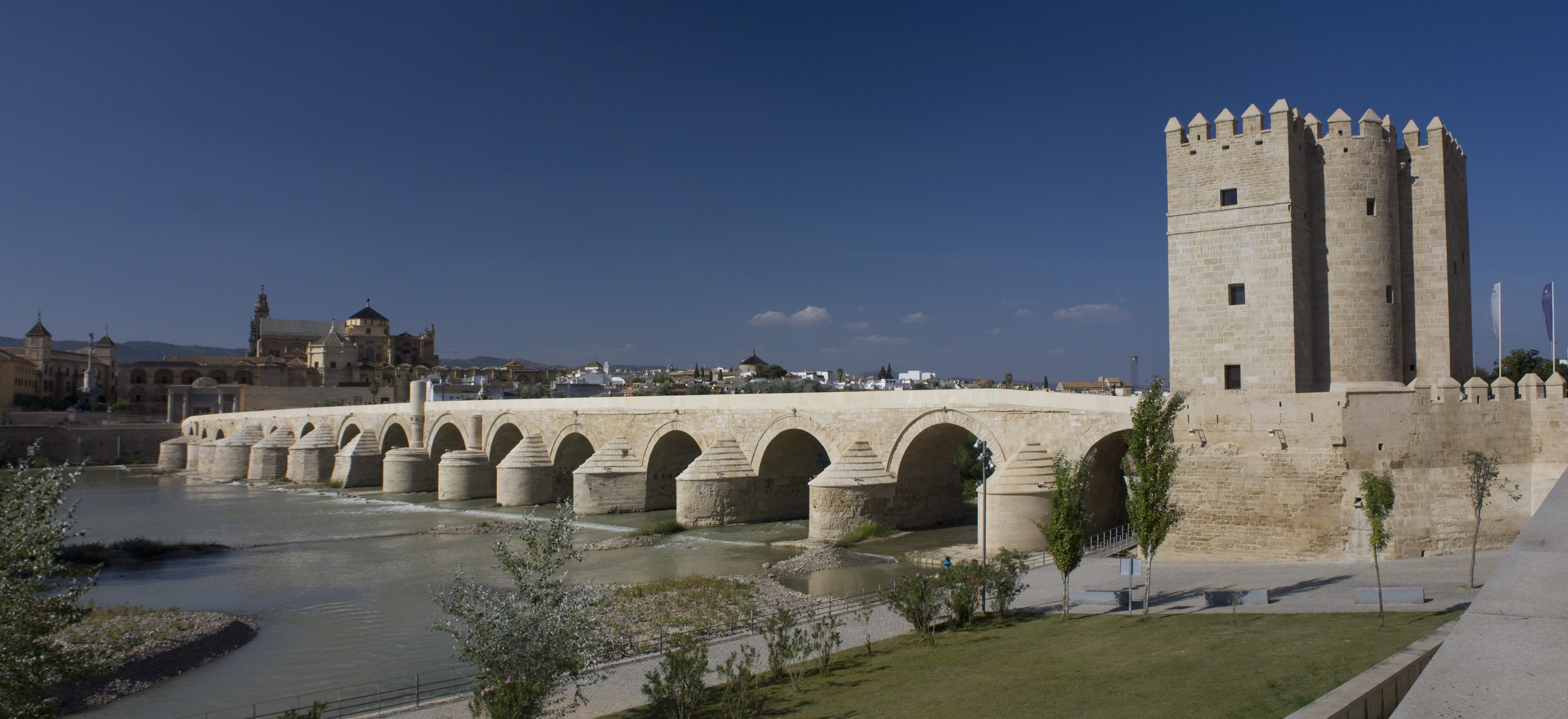
Vista de la torre de la Calahorra y del puente romano de Córdoba.

Se desconoce su fecha de nacimiento. Algunos autores afirmaron que antes de ser obispo de Córdoba fue canónigo, tesorero y chantre de la catedral de Córdoba, aunque Iluminado Sanz Sancho señaló en 2002, basándose en lo expuesto por otros, que había sido arcediano de Campos en la diócesis de Palencia, y que probablemente éste prelado fue un «acaparador de beneficios o más posiblemente que hubiera permutado la chantría (de Córdoba) por el arcedianato (de Campos)», y también apuntó la posibilidad de que hubiera alcanzado algún grado universitario, aunque se desconoce en qué especialidad.
Según algunos autores fue elegido obispo de Córdoba por el cabildo catedralicio de dicha ciudad, y basan dicha suposición en el corto periodo de tiempo que transcurrió entre la muerte de su predecesor, que falleció el 15 de febrero de 1350, y el momento en que Martín Jiménez de Argote fue elegido obispo de Córdoba, que fue el 21 de mayo de 1350, y el nuevo titular de la sede cordobesa prestó obediencia en Tarragona al arzobispo de Toledo, Gil Álvarez de Albornoz, el 4 de julio de 1350.

Al convertirse en obispo de Córdoba uno de sus colaboradores fue el vicario general Martín Fernández, y el nuevo obispo saldó las deudas de su tío y predecesor en la sede cordobesa, posiblemente valiéndose, como afirmó Sanz Sancho, de los servicios del prestamista hebreo Zag Aben Hamías, al que el 7 de febrero de 1356, en el Real sobre Palenzuela, el obispo Martín Jiménez le entregó, vitaliciamente y en nombre de la Iglesia de Córdoba, todo el diezmo que los judíos cordobeses entregaban a la misma.

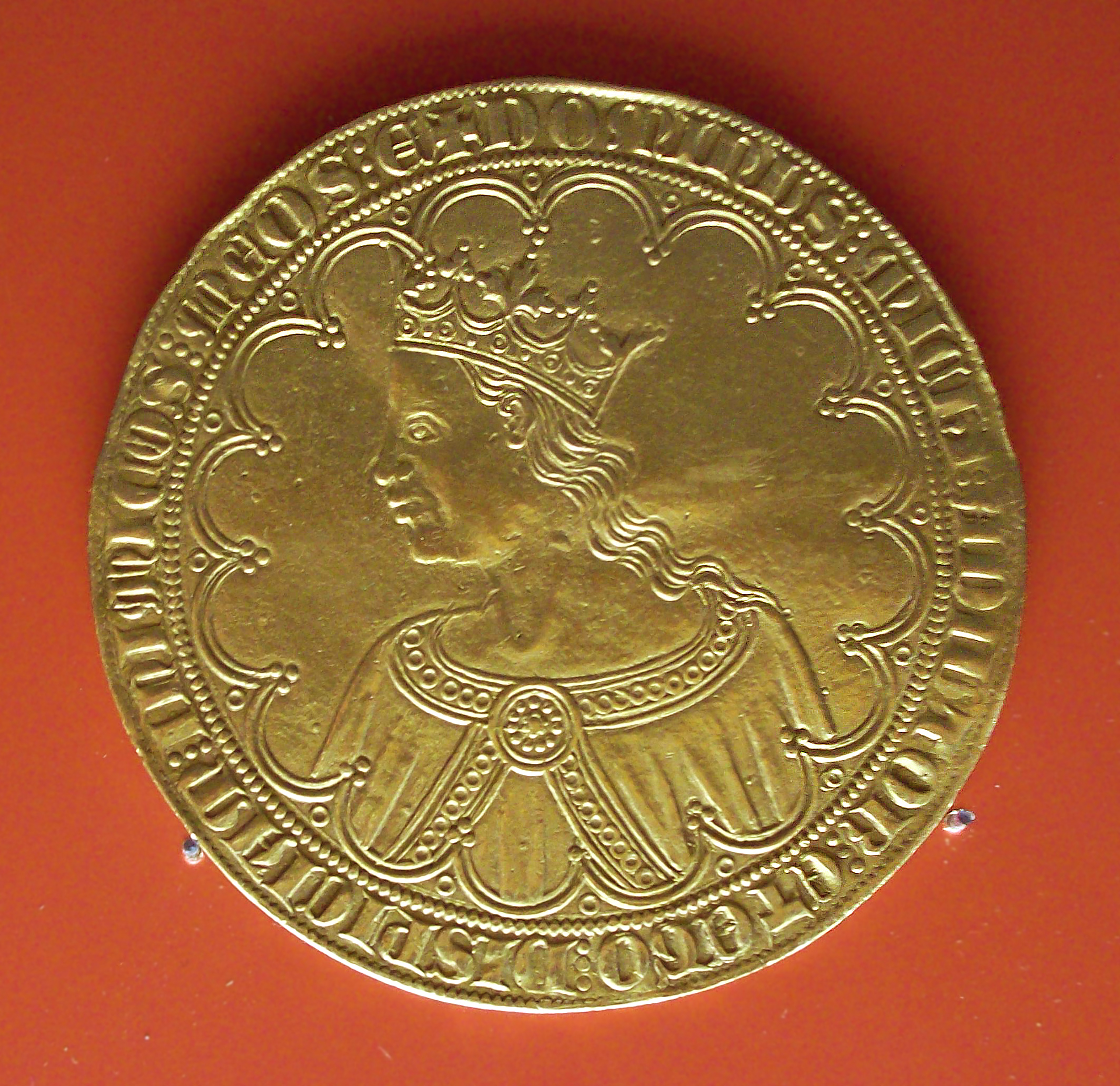
Gran dobla o dobla de a diez de Pedro I de Castilla, hijo y sucesor de Alfonso XI, acuñada en Sevilla en 1360. (M.A.N., Madrid).

En el aspecto administrativo de su actuación como obispo de Córdoba, conviene señalar que intentó recaudar las rentas arrendadas oponiéndose a los arrendadores que intentaban evitar hacer frente al pago apoyándose en el crecimiento que la jurisdicción del concejo de Córdoba estaba experimentando, y que aspiraba a tomar parte en todo tipo de contratos. Y el 25 de marzo de 1351, en Córdoba, alcanzó un acuerdo con Egidio Boccanegra, almirante mayor de la mar y señor de Palma del Río, sobre el diezmo del almojarifazgo que dicho municipio debería abonar a la Iglesia de Córdoba, y el almirante y sus herederos se comprometieron a entregar a esta 300 maravedís anuales, que fue la cantidad en la que se estimó ese tributo en aquel momento.
En 1352 consiguió que el rey ordenara a su despensero mayor, Gómez Pérez, y también al de la reina, Lope Sánchez, que no exigieran a la Iglesia de Córdoba ni a su deán y cabildo catedralicio el pago de ningún yantar, ya que ésta no poseía ningún señorío jurisdiccional ni vasallos, aunque en 1357 el rey se vio obligado a ordenar a sus despenseros que devolvieran a la Iglesia de Córdoba las prendas que habían tomado en concepto de yantares, reiterando al mismo tiempo que aquella no poseía vasallos desde que la villa de Lucena dejó de pertenecerle, y en 1360 el mismo monarca ordenó a Aparicio Rodríguez, que era el jurado de Córdoba, que no reclamara ningún yantar a la Iglesia cordobesa, a pesar de las cartas que anteriormente le había dirigido ordenándole lo contrario.
A principios de junio de 1358 los nobles cordobeses Pedro Ponce de Cabrera y Fernando Alfonso de Gahete fueron decapitados públicamente en la desaparecida Plaza del Salvador de Córdoba, e Iluminado Sanz Sancho señaló que las relaciones entre el obispo Martín Jiménez de Argote y el rey Pedro I de Castilla debieron «ser tensas» debido al parentesco que unía al prelado con Pedro Ponce de Cabrera.
Se desconoce su fecha exacta de defunción, aunque Sanz Sancho, basándose en otros autores, señaló que debió morir poco antes del 14 de diciembre de 1362, pues hay constancia de que en esa fecha la diócesis de Córdoba se encontraba ya en periodo de sede vacante.

## Sepultura

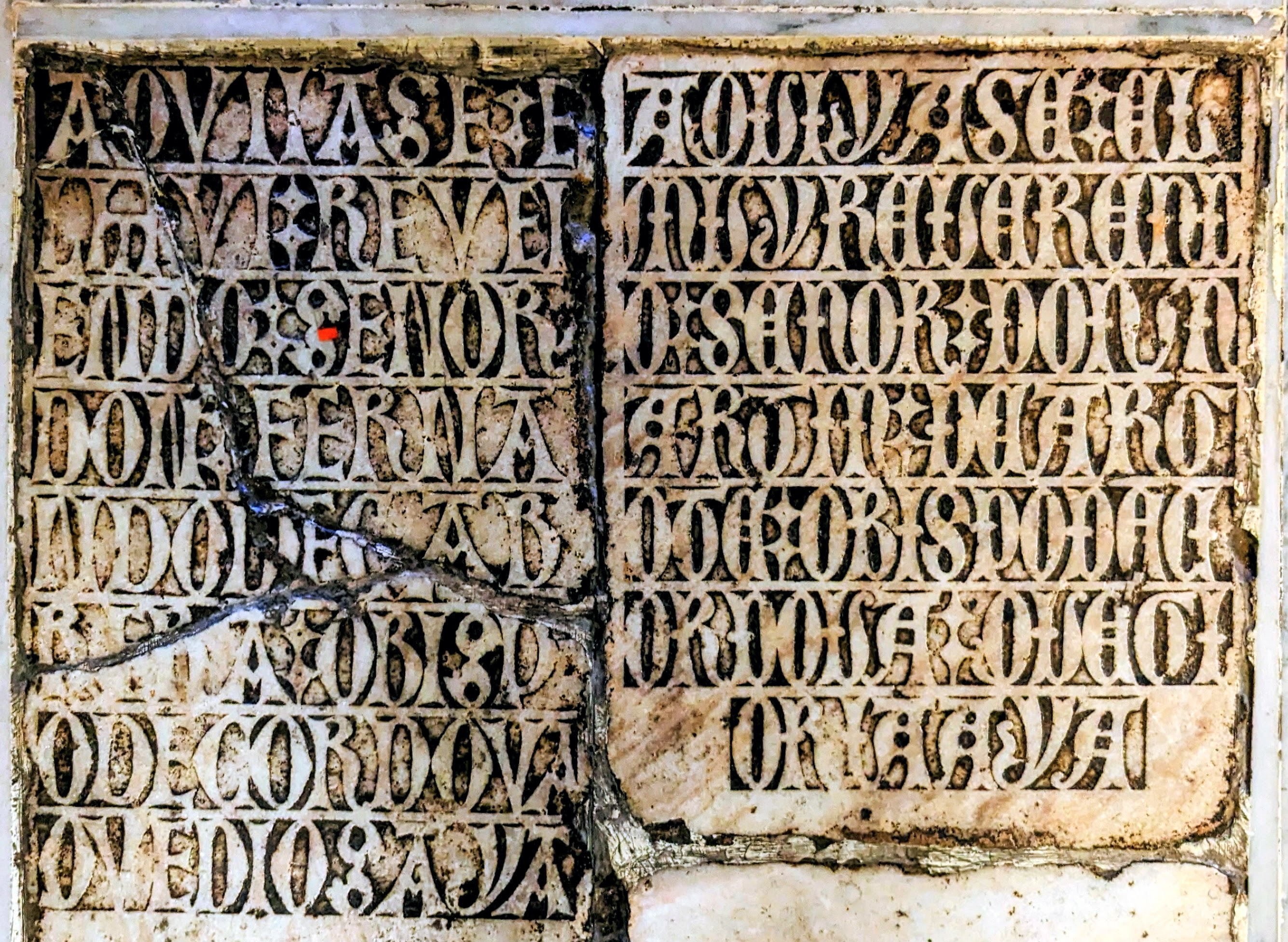
Lápidas del obispo Martín Jiménez de Argote y de su predecesor en la sede cordobesa, Fernando Núñez de Cabrera, en el interior de la Mezquita-catedral de Córdoba.

Fue sepultado en la capilla de San Ildefonso de la Mezquita-catedral de Córdoba, situada en el muro sur o quibla del templo, y conocida también como capilla de los obispos, ya que en ella fueron sepultados este prelado y su tío y predecesor Fernando Núñez de Cabrera, que murió en 1350, así como el noble cordobés Pedro Ponce de Cabrera, pariente de los obispos anteriores y señor de la Casa de Cabrera de Córdoba y de la Torre de Arias Cabrera, aunque fue ejecutado en Córdoba en 1358 por orden de Pedro I de Castilla.
Sin embargo, de la capilla de San Ildefonso únicamente se conservan en la actualidad las lápidas sepulcrales de los dos obispos mencionados anteriormente y la del deán Lope de Sandoval, que está situada delante de la puerta de la capilla y ante el lugar donde estuvo el altar. Y de dicha capilla también procede posiblemente un relieve en piedra realizado hacia 1507 y que representa la Imposición de la casulla a San Ildefonso, que se expone actualmente en el museo de San Clemente de la catedral.
| Predecesor: Fernando Núñez de Cabrera | Obispo de Córdoba 1350 - 1362 | Sucesor: Andrés Pérez Navarro |